# Poza mną
Poza mną – singel polskiej piosenkarki Marty Bijan, wydany 23 lutego 2015 i promujący jej debiutancki album studyjny Melancholia.
Tekst do utworu został napisany przez samą wokalistkę, która przy tworzeniu kompozycji współpracowała z Markiem Dziedzicem.

## Teledysk
23 lutego 2015 odbyła się premiera teledysku do piosenki, który został zrealizowany w Sosnowcu i nagrany przez wytwórnię filmową Grupę 13. Stylizację do teledysku wybrała jedna z najpopularniejszych blogerek modowych w Polsce – Maffashion.

## Wykonania na żywo
7 marca 2015 kompozycja po raz pierwszy została zaprezentowana przez Martę przed szerszą publicznością w programie Dzień dobry TVN.